# 제32회 영국 아카데미 영화상
제32회 영국 아카데미 영화상은 1978년의 최고의 영화를 기리기 위해 1979년 3월 22일에 열린 시상식이다.

## 수상

### 작품상
- 줄리아 수상

### 데이빗 린 상
- 미드나잇 익스프레스 - 앨런 파커 수상

### 칼 포먼 상
- 슈퍼맨 - 크리스토퍼 리브 수상

### 남우주연상
- 굿바이 걸 - 리처드 드라이퍼스 수상

### 여우주연상
- 줄리아 - 제인 폰다 수상

### 남우조연상
- 미드나잇 익스프레스 - 존 허트 수상

### 여우조연상
- 인테리어 - 제라르딘 페이지 수상

### 각본상
- 줄리아 - Alvin Sargent 수상

### 편집상
- 미드나잇 익스프레스 - 게리 햄블링 수상

### 촬영상
- 줄리아 - 더글라스 슬로콤브 수상

### 음향상
- 스타 워즈 에피소드 4 - 새로운 희망 - Sam Shaw 수상

### 의상상
- 나일 살인사건 - 안소니 포웰 수상

### 프로덕션디자인상
- 미지와의 조우 - 조 알베스 수상

### 안소니 아스퀴스상
- 스타 워즈 에피소드 4 - 새로운 희망 - 존 윌리엄스 수상

### 특별상
- 로버트 영 수상

## 같이 보기
- 제51회 아카데미상
- 제4회 세자르상
- 제31회 미국 감독 조합상
- 제36회 골든 글로브상
- 제31회 미국 작가 조합상